# Бребенескул (річка)
Бребене́скул (Бребенєскуль) — річка в Українських Карпатах, у межах Рахівського району Закарпатської області. Ліва притока річки Говерли (басейн Тиси).

## Опис
Довжина 11 км, площа водозбірного басейну 30,8 км². Похил річки 100 м/км. Річка типово гірська, зі швидкою течією, кам'янистим дном та вузькою і глибокою долиною. Річище слабозвивисте. Є невеликі водоспади.

## Розташування
Бребенескул бере початок на північний схід від села Говерли, між вершинами Гутин Томнатик і Бребенескул (річка витікає з озера Бребенескул). Тече в межах масиву Чорногора спершу на південь, далі поступово повертає на південний захід, захід і (частково) північний захід. Впадає до річки Говерли на північ від села Говерли.
Над річкою немає населених пунктів, тому її екологічний стан задовільний.